# Луисбург (Мисури)
Луисбург (енгл. Louisburg) град је у америчкој савезној држави Мисури.

## Демографија
По попису из 2010. године број становника је 122, што је 25 (-17,0%) становника мање него 2000. године.
| Група             | 2000.        | 2010.       |
| Белци             | 147 (100,0%) | 114 (93,4%) |
| Афроамериканци    | 0 (0,0%)     | 0 (0,0%)    |
| Азијати           | 0 (0,0%)     | 0 (0,0%)    |
| Хиспаноамериканци | 0 (0,0%)     | 1 (0,8%)    |
| Укупно            | 147          | 122         |